# بيرنلي
بيرنلي هي بلدة تقع في مقاطعة لانكشر، إنجلترا، يبلغ عدد سكانها 73،021 نسمة وفقاً لإحصاء 2001، تبعد البلدة حوالي 34 كم شمال مدينة مانشستر و32 كم شرق مدينة برستون.